# Rivière du Moulin (rivière Matapédia)
Pour les articles homonymes, voir Moulin (homonymie) et Rivière du Moulin.
La rivière du Moulin est un cours d'eau douce de la péninsule gaspésienne dans l'est du Québec, au Canada. Ce cours d'eau traverse les municipalités régionales de comté (MRC) de :
- Avignon (région administrative de Gaspésie-Îles-de-la-Madeleine) : la municipalité de L'Ascension-de-Patapédia (canton de Patapédia), le territoire non organisé de Ruisseau-Ferguson (canton de Roncevaux) et la municipalité de Saint-François-d'Assise (canton de Milnikek) ;
- La Matapédia (région administrative du Bas-Saint-Laurent) : le territoire non organisé de Routhierville (canton de Milnikek).

La rivière du Moulin prend sa source de ruisseaux de montagnes et coule généralement vers l'est surtout en zone forestière. Cette rivière de la vallée de la Matapédia se déverse à Saint-François-d'Assise, sur la rive ouest de la rivière Matapédia laquelle coule vers le sud jusqu'à la rive nord de la rivière Ristigouche ; cette dernière coule vers l'est, jusqu'à la rive ouest de la baie des Chaleurs laquelle s'ouvre vers l'est sur le Golfe du Saint-Laurent.

## Géographie
La rivière du Moulin prend sa source en montagne dans le canton de Patapédia, situé dans la municipalité de paroisse de L'Ascension-de-Patapédia.
À partir de sa source, le cours de la rivière du Moulin descend sur 35,6 km selon les segments suivants :
Cours supérieur de la rivière (segment de 19,1 km)
- 1,7 km vers le nord-est, jusqu'à la confluence de la rivière du Moulin Ouest (venant du nord-ouest) ;
- 2,1 km vers l'ouest, jusqu'à la limite du canton de Patapédia ;
- 0,4 km vers l'ouest dans le canton de Patapédia, en formant une courbe vers le sud, pour revenir à la limite du canton de Roncevaux ;
- 2,0 km vers le nord-ouest dans le canton de Roncevaux, jusqu'au ruisseau Alex Monn (venant du nord-ouest) ;
- 4,4 km vers le nord-est, en serpentant jusqu'à la rivière du Moulin Nord (venant du nord-ouest) ;
- 2,8 km vers l'est, en serpentant jusqu'à la limite du canton de Milnikek ;
- 5,7 km vers le nord-est dans le canton de Milnikek, jusqu'au ruisseau Ganelon (venant du nord-ouest) ;

Cours inférieur de la rivière (segment de 16,5 km)
- 5,1 km vers l'est, en serpentant jusqu'au ruisseau Mott (venant du nord) ;
- 0,6 km vers l'est, jusqu'au ruisseau de la Prairie (venant du nord) ;
- 1,9 km vers le sud-est, jusqu'au ruisseau Adams (venant du sud-ouest) ;
- 4,2 km vers l'est, en formant une courbe vers le sud, jusqu'au ruisseau François (venant du nord) ;
- 2,1 km vers l'est, jusqu'à la limite du canton de Matapédia ;
- 0,9 km vers l'est, en chevauchant la limite entre le canton Milnikek (au nord) et le canton de Matapédia (au sud) ;
- 1,7 km vers le sud-est dans le canton de Matapédia, jusqu'à la confluence de la rivière[2].

La rivière du Moulin se déverse sur la rive ouest de la rivière Matapédia. Cette confluence est située à :
- 1,8 km en aval de la confluence de la rivière Assemetquagan qui se déverse sur la rive est de la rivière Matapédia ;
- 18,2 km au nord-ouest de la confluence de la rivière Matapédia ;
- 11,0 km au nord-ouest du centre du village de Saint-Alexis-de-Matapédia.

## Toponymie
Le toponyme « rivière du Moulin » a été officialisé le 5 décembre 1968 à la Commission de toponymie du Québec.